# Regny (Łódź)
Pour les articles homonymes, voir Regny (homonymie).
Regny (prononciation [ˈrɛɡnɨ]) est un village de la gmina de Koluszki, du powiat de Łódź-est, dans la voïvodie de Łódź, situé dans le centre de la Pologne.
Il se situe à environ 9 kilomètres au sud-est de Koluszki (siège de la gmina) et 32 kilomètres à l'est de Łódź (siège du powiat et capitale de la voïvodie).
Sa population s'élevait approximativement à 340 habitants en 2011.

## Administration
De 1975 à 1998, le village était attaché administrativement à l'ancienne voïvodie de Piotrków.

Depuis 1999, il fait partie de la nouvelle voïvodie de Łódź.